# Nahuel Ulariaga
Silvo Nahuel Ulariaga (25 de Mayo, 2 marzo 2002) è un calciatore argentino, attaccante del Godoy Cruz.

## Caratteristiche tecniche
È un centravanti.

## Carriera
Ulariaga è cresciuto nel settore giovanile del Godoy Cruz. Il 27 dicembre 2020 ha debuttato in prima squadra giocando titolare l'incontro di Copa Diego Armando Maradona perso 6-1 contro il Racing Club, dove ha segnato la prima rete della partita dopo soli 5 minuti, ma ha subito la rottura del legamento crociato anteriore del ginocchio destro al quarto d'ora di gioco. Rientrato in campo il 6 febbraio 2023, ha segnato la rete che deciso la sfida contro il Colón (SF). Il 13 aprile ha subito un altro grave infortunio, questa volta al legamento crociato del ginocchio sinistro. È rientrato in campo il 28 gennaio 2024 contro il Defensa y Justicia. Il 5 luglio seguente ha riportato per la terza volta la rottura del legamento crociato, in questo caso del ginocchio destro.

## Statistiche

### Presenze e reti nei club
Statistiche aggiornate al 2 aprile 2024.
| Stagione        | Squadra         | Campionato      | Campionato | Campionato | Coppe nazionali | Coppe nazionali | Coppe nazionali | Coppe continentali | Coppe continentali | Coppe continentali | Altre coppe | Altre coppe | Altre coppe | Totale | Totale | Totale |
| Stagione        | Squadra         | Comp            | Pres       | Reti       | Comp            | Pres            | Reti            | Comp               | Pres               | Reti               | Comp        | Pres        | Reti        | Pres   | Reti   |        |
| --------------- | --------------- | --------------- | ---------- | ---------- | --------------- | --------------- | --------------- | ------------------ | ------------------ | ------------------ | ----------- | ----------- | ----------- | ------ | ------ | ------ |
| 2020            | Godoy Cruz      | PD              | 1          | 0          | CA+CM           | 0+1             | 1               |                    | -                  | -                  |             | -           | -           | 1      | 1      |        |
| 2021            | Godoy Cruz      | PD              | 0          | 0          | CA+CdL          | 0               | 0               |                    | -                  | -                  |             | -           | -           | 0      | 0      |        |
| 2022            | Godoy Cruz      | PD              | 0          | 0          | CA+CdL          | 0               | 0               |                    | -                  | -                  |             | -           | -           | 0      | 0      |        |
| 2023            | Godoy Cruz      | PD              | 5          | 1          | CA+CdL          | 0               | 0               |                    | -                  | -                  |             | -           | -           | 5      | 1      |        |
| 2024            | Godoy Cruz      | PD              | 0          | 0          | CA+CdL          | 0+8             | 0               | CL                 | 2                  | 0                  |             | -           | -           | 10     | 0      |        |
| Totale carriera | Totale carriera | Totale carriera | 6          | 1          |                 | 9               | 1               |                    | 2                  | 0                  |             | -           | -           | 17     | 2      |        |